# Racing Club de Cannes 2006-2007
Questa voce raccoglie le informazioni riguardanti il Racing Club de Cannes nelle competizioni ufficiali della stagione 2006-2007.

## Organigramma societario
Area direttiva
- Presidente: Anny Courtade

Area tecnica
- Allenatore: Yan Fang

## Rosa
| N° | Nome                 | Ruolo | Data di nascita   | Nazionalità sportiva |
| -- | -------------------- | ----- | ----------------- | -------------------- |
| 1  | Irina Poleščuk       | C     | 1º agosto 1973    | Francia              |
| 2  | Marija Filipova      | L     | 10 settembre 1982 | Bulgaria             |
| 3  | Strašimira Filipova  | C     | 18 agosto 1985    | Bulgaria             |
| 4  | Yanina Yakovlyeva    | O     | 15 marzo 192      | Ucraina              |
| 5  | Eva Janeva           | S     | 31 luglio 1985    | Bulgaria             |
| 6  | Véronika Hudima      | S     | 8 luglio 1988     | Francia              |
| 7  | Jelena Lozančić      | C     | 26 marzo 1983     | Francia              |
| 8  | Olga Točko           | S     | 1º luglio 1982    | Lettonia             |
| 9  | Victoria Ravva       | C     | 31 ottobre 1975   | Francia              |
| 10 | Oleksandra Fomina    | L     | 4 maggio 1975     | Ucraina              |
| 11 | Marcelle Rodrigues   | P     | 17 ottobre 1976   | Brasile              |
| 13 | Michaela Jelínková   | P     | 2 dicembre 1985   | Rep. Ceca            |
| 14 | Bénédicte Mauricette | C     | 1º giugno 1985    | Francia              |
| 15 | Leslie Turiaf        | S     | 15 maggio 1986    | Francia              |
| 18 | Zhang Jing           | C     | 14 ottobre 1979   | Cina                 |
| 19 | Hayat Bachery        | S     | -                 | Francia              |
| 20 | Emilie Poma          | S     | -                 | Francia              |
| 21 | Marjorie Sarrea      | L     | -                 | Francia              |